# Araneus boreus
Araneus boreus là một loài nhện trong họ Araneidae.
Loài này thuộc chi Araneus. Araneus boreus được miêu tả năm 1972 bởi Uyemura & Takeo Yaginuma.